# Cantone di Orcines
Il Cantone di Orcines è una divisione amministrativa dell'Arrondissement di Clermont-Ferrand.
È stato costituito a seguito della riforma approvata con decreto del 21 febbraio 2014, che ha avuto attuazione dopo le elezioni dipartimentali del 2015.

## Composizione
Comprende i seguenti 23 comuni:
- Aurières
- Aydat
- Ceyssat
- Chanat-la-Mouteyre
- Cournols
- Gelles
- Heume-l'Église
- Laqueuille
- Mazaye
- Nébouzat
- Olby
- Olloix
- Orcines
- Orcival
- Perpezat
- Rochefort-Montagne
- Saint-Bonnet-près-Orcival
- Saint-Pierre-Roche
- Saint-Sandoux
- Saint-Saturnin
- Saulzet-le-Froid
- Le Vernet-Sainte-Marguerite
- Vernines